# 후쿠우라촌 (가나가와현)
후쿠우라촌(일본어: 福浦村)은 일본 가나가와현 아시가라시모군에 존재했던 촌이다. 현재의 유가와라정 동부에 해당한다.

## 역사
- 1889년 4월 1일 - 정촌제 시행에 의해 아시가라시모군 후쿠우라촌이 성립하였다.
- 1955년 4월 1일 - 유가와라정, 요시하마정과 합병해, 새로운 유가와라정이 성립하여, 동일 후쿠우라촌은 폐지되었다.

## 교통

### 철도노선
일본국유철도(현 동일본 여객철도) 도카이도 본선이 정을 통과하고 있었지만, 역은 존재하지 않았다.

## 참고 문헌
- 角川日本地名大辞典編纂委員会,『角川日本地名大辞典 神奈川県』1984, 角川書店